# Смоленский процесс
Смоленский процесс — судебный процесс 15—20 декабря 1945 года над группой бывших военнослужащих вермахта и СС, принимавших участие в военных преступлениях на территории Смоленска и Смоленской области. Относится к числу послевоенных советских открытых судебных процессов над иностранными военными преступниками.

## Подсудимые
1. Роман-Роберт Киршфельд, переводчик 335-го и 490-го охранных батальонов. Активный участник карательных операций против партизан и мирных жителей. Рядом карательных акций руководил лично.
2. Рудольф Модиш, лекарский помощник военного лазарета № 551. Участник убийств советских военнопленных, забора крови у мирных жителей, в том числе детей, и последующего их умерщвления.
3. Вилли Вайс, унтер-офицер 335-го охранного батальона. Участник массовых убийств советских военнопленных.
4. Курт Гаудян, ефрейтор охранного батальона. Участник массовых убийств советских военнопленных и мирных жителей, угона мирных жителей в Германию, занимался мародёрством.
5. Фриц Генчке, ефрейтор 335-го охранного батальона. Участник массовых убийств советских военнопленных и мирных жителей, угона мирных жителей в Германию.
6. Эрих Мюллер, ефрейтор 335-го охранного батальона. Участник массовых убийств советских военнопленных и мирных жителей.
7. Вилли Краузе, ефрейтор 335-го охранного батальона. Участник массовых убийств советских военнопленных и мирных жителей.
8. Йозеф Райшман, старший солдат 350-го пехотного полка, ротный собаковод. Участник массовых убийств советских военнопленных и мирных жителей.
9. Эрих Эвертс, командир отделения 490-го охранного батальона. Участник массовых убийств мирных жителей.
10. Гейнц Винклер, ефрейтор 335-го охранного батальона. Участник массовых убийств мирных жителей.

Основным же виновником военных преступлений на территории Смоленщины был признан генерал Максимилиан фон Шенкендорф, начальник частей обеспечения и тыла группы армий «Центр», к тому времени уже умерший.

## Ход процесса
Судебный процесс над группой солдат и офицеров открылся 15 декабря 1945 года в Смоленске. Государственное обвинение представлял Лев Николаевич Смирнов. Все подсудимые признали свою вину полностью либо частично. Суд продолжался в течение четырёх дней и снимался на киноплёнку. Впоследствии известный кинорежиссёр Эсфирь Шуб на основе этих материалов выпустила документальный фильм «Судебный процесс в Смоленске».
Вечером 19 декабря 1945 года был объявлен приговор. Военный трибунал признал всех подсудимых виновными в инкриминируемых им преступлениях и приговорил Киршфельда, Модиша, Вайса, Гаудяна, Генчке, Мюллера и Краузе к смертной казни через повешение, Райшмана — к 20 годам каторжных работ, Эвертса — к 15, а Винклера — к 12 годам. Приговор был окончательным и не подлежащим обжалованию. 20 декабря 1945 года все семеро осуждённых были повешены при большом стечении народа на Заднепровской (ныне — Колхозной) площади Смоленска.